# 巴尔德芬哈斯
巴尔德芬哈斯，是西班牙卡斯蒂利亚-莱昂萨莫拉省的一个市镇。 总面积16平方公里，总人口99人（2001年），人口密度6人/平方公里。